# 知花昌一
知花 昌一（ちばな しょういち、1948年（昭和23年）5月11日 - ）は、沖縄県在住の平和運動家、反戦地主、真宗大谷派僧侶。1998年より2010年まで読谷村議会議員。

## 経歴
沖縄県中頭郡読谷村生まれ。沖縄大学中退。学生時代に自治会委員長として復帰闘争に参加。その後スーパーマーケットや民宿を経営しながら沖縄戦の集団自決の調査などさまざまな平和運動を行う。
1987年10月26日、読谷平和の森球場において開催された第42回国民体育大会のソフトボール競技会の開会式で、掲揚台から日の丸を引き下ろし焼き捨てた（沖縄国体日の丸焼却事件）。これは天皇の戦後初の沖縄訪問により強まる日の丸・君が代の強制に対する抵抗だと知花は主張した。この行為により、1989年に第1回多田謡子反権力人権賞を受賞した。1995年10月26日の控訴審判決において、建造物侵入罪・器物損壊罪・威力業務妨害罪により懲役1年、執行猶予3年の有罪判決が確定した。
1995年に大田昌秀沖縄県知事が土地強制使用の代理署名を拒否したことで（これにより沖縄代理署名訴訟が起こり沖縄県が敗訴した）、1996年4月に楚辺通信所（通称、象のオリ）内にある所有地が米軍の使用期限切れとなり、土地の返還を求めて家族とともに明け渡し訴訟を起こした。日本政府は翌1997年4月、米軍用地特別措置法を改正し、使用期限を事実上半永久的に延長可能とした。また、不法占拠状態に対して国に国家賠償訴訟を提起していたが、国が供託金を既に払っていることを理由に請求を棄却する判決が2003年11月に確定した。
その後、代替施設が金武町キャンプ・ハンセン内に設置されたため、遊休施設となったこの土地は同特措法による延長使用期限が切れる2006年7月31日に知花に返還された。施設内の他の借用地も同年末にすべての地主に返還された。

## 著書
- 『焼きすてられた日の丸 基地の島・沖縄読谷から』新泉社、1988年10月。 NCID BN03083994。全国書誌番号:89006876。
  - 『焼きすてられた日の丸 基地の島・沖縄読谷から』（増補版）社会批評社、1996年5月。ISBN 9784916117212。 NCID BN14658453。全国書誌番号:96063082。
- Burning the rising sun : from Yomitan Village, Okinawa. South Wind. (1992). NCID BA28094332. 全国書誌番号:93071108
  - 『焼きすてられた日の丸』1988年版の英訳
- 『控訴趣意書』出版者不明、1993年9月。 NCID BB25914164。
- 『燃える沖縄揺らぐ安保 譲れるものと譲れないもの』社会批評社、1996年3月。ISBN 9784916117151。 NCID BN14494006。全国書誌番号:96050372。
- 「経済振興だけが価値なのか」『ウチナーンチュは何処へ 沖縄大論争』実践社、2000年1月。ISBN 9784916043351。 NCID BA45542702。全国書誌番号:20068866。
- 花園大学人権教育研究センター 編「自分史としての「有事」」『棄民のナショナリズム 抵抗の流儀を学ぶために』批評社〈花園大学人権論集 11〉。ISBN 9784826503921。 NCID BA66590215。全国書誌番号:20578381。
- 米田綱路 編「日本国憲法に憧れ、日の丸を焼いた人生」『抵抗者たち 証言・戦後史の現場から』講談社、2004年8月。ISBN 9784062114806。 NCID BA6854627X。全国書誌番号:20662237。

### 共著
- 知花昌一、池宮城紀夫、徐勝、安里英子、金城実『我肝沖縄 ワチム（わが心の）オキナワ』牧田清写真、解放出版社、1996年12月。ISBN 9784759260380。 NCID BN15555467。全国書誌番号:98064745。

## 関連書
- 下嶋哲朗『白地も赤く百円ライター 知花昌一 新・非国民事情』社会評論社、1989年5月。 NCID BN03989958。全国書誌番号:89043790。
- 高澤秀次『旗焼く島の物語 沖縄・読谷村のフォークロア』社会評論社、1988年4月。 NCID BN02934746。全国書誌番号:88042140。
- ノーマ・フィールド 著、大島かおり 訳『天皇の逝く国で』みすず書房、1994年2月。ISBN 9784622036470。 NCID BN10387467。全国書誌番号:94037857。